# Blitz: The League
 (juillet 2017).
Si vous disposez d'ouvrages ou d'articles de référence ou si vous connaissez des sites web de qualité traitant du thème abordé ici, merci de compléter l'article en donnant les références utiles à sa vérifiabilité et en les liant à la section « Notes et références ».
Blitz: The League est un jeu vidéo de football américain développé et édité par Midway Games appartenant à le série NFL Blitz. Le jeu a été publié en octobre 2005 sur PlayStation 2 et Xbox après que la Ligue Nationale de Football (NFL) a signé une licence exclusive avec Electronic Arts. Lawrence Taylor, qui prêtait sa voix au jeu, en était la porte parole officiel. Une deuxième version de ce jeu était sorti sur la Xbox 360 en octobre 2006. En décembre 2006, une version portable intitulé Blitz: Overtime a été publié sur PlayStation Portable. Ces versions inclus la voix et l'apparence de l'ancien joueur Bill Romanowski. Le jeu était à l'origine destiné à être un titre de lancement pour la Wii, mais la version a été retardée et finalement annulée,.
Le 22 janvier 2007, le jeu a été interdit par le Bureau de classification du Cinéma et de la Littérature en Australie. Le jeu a été interdit à cause de l'utilisation de drogues en tant que récompense dans le jeu.[réf. nécessaire]
Il a pour suite Blitz: The League II.

## Innovations
Depuis que Midway Games n'avait plus un jeu NFL, Blitz: The League se tourne sur une ligue fictive composée de 18 équipes connue simplement comme « La Ligue ». Le jeu ramène ici également la dureté et la violence du gameplay des jeux Blitz.

## Système de Jeu
Blitz: The League est très similaire aux précédentes sorties de la série, car il montre une version agressive et violente du football. 
Comme les précédents jeux de la série, les premiers essais sont accordés à 30 mètres, pas 10. il y a huit hommes sur un coté (similaire à l'arena football, pas 11 comme dans le football américain). 
Les pénalités et les arbitres n'existent pas (bien que les joueurs sont en quelque sorte interdit d'être hors-jeu); et les tacles vicieusement agressives sont les normes du jeu. 
Sur l'acquisition de yards, la réussite des tacles, de points ou la contrainte de turnover, les joueurs sont récompensés avec l'augmentation de sa ''compteur de choc''. Lorsque le "compteur de choc'' est plein, les joueurs peuvent effectuer des mouvements ravageurs comme l'esquive ou, surtout, des dirty hits sur la défense (Qui, sur un match de football conventionnel, serait largement interdit). L'exécution de tels coups cause aux joueurs adverses la perte de l'endurance et, occasionnellement, les blesser (une image à rayon X se zoome sur un os, montre une déchirure du ligament, ou autres dégâts et blessures). Après avoir passé avec succès un certain nombre de mouvements spéciaux, les joueurs peuvent effectuer des mouvements encore plus dévastateurs, quasiment impossible à arrêter.
Lors des blessures, le joueur peut choisir de "traiter" la blessure normalement, ou de s'injecter des stéroïdes. Ces stéroïdes anesthésient les douleurs, mais augmente le risque de blessures plus graves. Cependant, certaines blessures sont si graves (rotule fracturée, fracture du poignet, rupture de la tendon d'Achille), que l'utilisation de stéroïdes est impossible.

### Mode campagne
Dans le mode campagne solo, le joueur est mis au défi de gagner des championnats dans les trois divisions de la Ligue fictive. Le joueur commence par la création d'une nouvelle équipe, avec la conception des uniformes et le choix du nom de l'équipe, puis choisit une des trois défenses vétérans et l'un des trois attaquants rookies comme capitaines d'équipe.
Le joueur doit gagner sept des dix matchs de la saison régulière de chaque division, suivie par une division de championnat. Les joueurs doivent choisir un programme d'entrainement spécifique pour chaque athlète, cela augmente progressivement les performances de l'athlète. Les joueurs peuvent également gagner de l'argent selon sa performance ou ses coups spéciaux", et peut également gagner de l'argent supplémentaire sur les résultats d'un match. Avec cet argent, les joueurs peuvent acheter du matériel de qualité supérieure, des centres d'entrainement et des médicaments (légaux ou non) qui peuvent être utilisés pour augmenter les performances. Parfois, on demande aux joueurs s'ils désirent envoyer des prostituées à l'équipe adverse avant un match, cela diminuerait les performances de l'adversaire, selon l'expérience vécue par Lawrence Taylor[réf. nécessaire].
Dans le mode "Campagne", on montre régulièrement des cinématiques de joueur, illustrant une variété de sous-intrigues impliquant l'équipe. Le jeu commence à la fin de la saison précédente, quand Quentin Sables des New York Nightmares fait un plaquage dévastateur, mettant fin à la carrière du quarterback star de l'équipe, similaire au plaquage de Taylor des Washington Redskins au quart-arrière Joe Theismann au cours de la saison 1985 de la NFL, ce qui brisa la jambe de Theismann et mit fin à sa carrière, alors que l'équipe est rétrogradée en troisième division. Au fur et à mesure que le jeu progresse, le joueur découvrira que le capitaine vétéran est revenu au jeu à la suite de difficultés financières, alors que le nouveau recru est dépeint comme un joueur naïf mais talentueux.
La trame de la mode campagne a été en partie écrits par les anciens scénaristes de Playmakers, une émission controversée sur la chaîne ESPN qui a été annulée après que la NFL ait protesté contre la manière dont y étaient décrits les joueurs. Comme dans la série, les chroniques relatés dans le jeu sont tout simplement celle de "La Ligue".

## Réception
Blitz: The League reçoit des avis positifs, avec un score de 76/100 sur Metacritic[réf. nécessaire].
Les versions PlayStation 2 et PlayStation Portable du jeu ont également été critiquées pour leur très longs temps de chargement.[réf. nécessaire]

## Interdiction du jeu en Australie
L'Australie a officiellement interdit le jeu en raison de l'utilisation de stéroïde anabolisant que le joueur peut utiliser en tant que booster.